# Ferdinand Broemser
Ferdinand Broemser (* 4. August 1919 in Bernkastel-Kues; † 9. Mai 2001 in Andernach) war ein deutscher Altphilologe, Historiker und Lehrer.
Broemser war Lehrer für Latein, Griechisch und Geschichte und unterrichtete nach seinem Referendariat am Friedrich-Wilhelm-Gymnasium, Trier, und am Regino-Gymnasium, Prüm, bis zu seiner Pensionierung 1983 am Kurfürst-Salentin-Gymnasium in Andernach, zuletzt im Rang eines Studiendirektors. 1975 wurde er zum Fachberater für Griechisch in den Regierungsbezirken Koblenz und Trier ernannt. 
Bekannt wurde er durch die Herausgabe lateinischer Schullektüren im Aschendorff Verlag von Tacitus’ Annalen, Senecas Apocolocyntosis und Lukrez’ De rerum natura sowie die Neuauflage des Fastnachtsspiels des Andernachers Matthäus Creutz von 1552. Im Jahr 1989 veröffentlichte er eine Studie über den Andernacher Humanisten und Mediziner Johann Winter von Andernach (1505–1574). Zur 2000-Jahr-Feier der Stadt stellte er deren berühmte Söhne vor. Außerdem verfasste er einen Beitrag zur Geschichte der Familie Metternich. Schließlich war er an der Übersetzung philosophischer Schriften Ciceros in der Sammlung Tusculum beteiligt.